# Шмаков, Василий Иванович
 Васи́лий Ива́нович Шма́ков  (10 [23] июля 1916, Большое Окулово, Липнинская волость, Муромский уезд, Владимирская губерния — 23 июня 1944, Лодейнопольский район, Ленинградская область) — командир батальона 1063-го стрелкового полка (272-я стрелковая дивизия, 7-я армия, Карельский фронт). Герой Советского Союза (1944).

## Биография
Родился 10 (23) июля 1916 года в селе Большом Окулове в крестьянской семье. Русский. Окончил 7 классов. Учился на курсах полеводов в Аксеновском сельскохозяйственном техникуме, ныне Аксеновский агропромышленный колледж. Работал полеводом, бригадиром в колхозе. В 1937 году призван в РККА Кулебакским РВК Горьковской области. Участвовал в освободительном походе советских войск в Западную Украину и Западную Белоруссию, советско-финской войне 1939—1940 годов. В 1941 году окончил Ленинградское военное пехотное училище.

#### Великая Отечественная война
На фронте воевал с первых дней войны.
21 июня 1944 года батальон под командованием капитана Шмакова, подавив 8 огневых точек противника, форсировал реку Свирь в районе Лодейное Поле. Успешно высадившись на другой берег и прорвав оборону, Шмаков организовал преследование деморализованного противника, оседлал дорогу, по которой отступал противник. 23 июня батальон Шмакова получил боевое задание — прорвать сильно укреплённую оборону противника в районе дефиле двух болот. Ведя наступательный бой, командуя двумя ротами, Шмаков занял первую линию траншей противника. Подняв роту в атаку на вторую линию траншей противника, капитан Шмаков был сражён вражеской пулей.
Указом Президиума Верховного Совета СССР от 21 июля 1944 года за образцовое выполнение боевых заданий Командования на фронте борьбы с немецкими захватчиками и проявленные при этом отвагу и геройство капитану Шмакову Василию Ивановичу присвоено звание Героя Советского Союза с вручением ордена Ленина и медали «Золотая Звезда».
Капитан Шмаков был похоронен у деревни Сармяги Олонецкого района в Карелии, перезахоронен в братской могиле в деревне Мегрега. Позднее прах Героя был перенесён в братскую могилу на Воинском кладбище города Лодейное Поле.

## Награды
- Медаль «Золотая Звезда» (21.07.1944)[1];
- орден Ленина (21.07.1944).

## Память
Имя Героя Советского Союза В. И. Шмакова присвоено улице в городе Лодейное Поле. 
Большеокуловская средняя школа Навашинского района Нижегородской области носит его имя.